# Гамбит Квааде
Гамбит Квааде — шахматный дебют, разновидность принятого королевского гамбита. Начинается ходами: 
 1. e2-e4 e7-e5 
 2. f2-f4 e5:f4 
 3. Кg1-f3 g7-g5 
 4. Кb1-c3.

## История
Дебют назван по имени нидерландского шахматного теоретика XIX века капитана Д. Л. Квааде, предложившего в 1882 году в гамбите коня ход 4. Кb1-c3, однако указанное продолжение встречалось на практике и ранее. В дальнейшем гамбит исследовал немецкий юрист К. Ф. Шмид, анализ данного начала он опубликовал в немецком шахматном журнале «Deutsche Schachzeitung».
Современная теория расценивает гамбит Квааде слабым дебютом для белых по сравнению с другими возможными в данной позиции продолжениями отказанного королевского гамбита — гамбитом Розентретера и гамбитом Муцио, так как при правильной игре чёрные не испытывают затруднений. Вследствие этого в современной шахматной практике данное начало встречается редко.

## Варианты
- 4. …Кb8-c6
  - 5. d2-d4 — с перестановкой ходов ведёт к гамбиту Пирса.
  - 5. Сf1-c4 g5-g4 6. 0-0 — сводит игру на схемы в духе гамбита Муцио.
  - 5. h2-h4 g5-g4
    - 6. Кf3-g5 — сводит игру на схемы в духе гамбита Альгайера.
    - 6. Кf3-e5 — сводит игру на схемы в духе гамбита Кизерицкого.
- 4. …d7-d6 5. h2-h4 g4-g5 6. Кf3-g5 f7-f6 7. Кg5-h3 Сf8-h6!
- 4. …Сf8-g7
  - 5. d2-d4 d7-d6
    - 6. g2-g3 Кb8-c6! — с атакой у чёрных.
    - 6. Сf1-c4 h7-h6 либо 6. h2-h4 h7-h6 — чёрные сводят игру к выгодным вариантам гамбитов Ганштейна или Греко — Филидора.

  - 5. h2-h4
    - 5. …h7-h6!
    - 5. …g5-g4 6. Кf3-g1! — с хорошей игрой у белых.
- 4. …g5-g4
  - 5. Cf1-c4 — с перестановкой ходов ведёт к гамбиту Мак-Доннелла.
  - 5. d2-d4 g4:f3 6. Сc1:f4! — с неясными последствиями.
  - 5. Kf3-e5 Фd8-h4+ 6. g2-g3 f4:g3 7. Фd1:g4

## Примерные партии
- Берд / Добелл — NN, Лондон, 1886[1]

1. e2-e4 e7-e5 2. f2-f4 e5:f4 3. Кg1-f3 g7-g5 4. Кb1-c3 g5-g4 5. Кf3-e5 Фd8-h4+ 6. g2-g3 f4:g3 7. Фd1:g4 g3-g2+ 8. Фg4:h4 g2:h1=Ф 9. Фh4-h5 Сf8-e7 10. Кe5:f7 Кg8-f6 11. Кf7-d6+ Крe8-d8 12. Фh5-e8+ Лh8:e8 13. Кd6-f7× 1-0
- Тримпи — Каплан, Пенсильвания, 1982[2]

1. e2-e4 e7-e5 2. f2-f4 e5:f4 3. Кg1-f3 g7-g5 4. Кb1-c3 g5-g4 5. Кf3-d4 Фd8-h4+ 6. Крe1-e2 Сf8-c5 7. Кd4-f5 Фh4-f2+ 8. Крe2-d3 Кb8-c6 9. Фd1-e2 Кc6-e5× 0-1